# チャガン (タングート部)
チャガン（モンゴル語: Čaγan、? - 1255年）は、西夏国出身のタングート人で、モンゴル帝国に仕えた将軍の一人。『元史』などの漢文史料では察罕(cháhǎn)、『集史』などのペルシア語史料ではチャガン・ノヤン（Chāghān Nūyān/چغان نویان）と記される。

## 概要
チャガンの初名は益徳と言い、父は西夏国に仕える人物であった。チャガンは幼少より武勇に優れており、ある時狩猟に出たチンギス・カンが牧羊しているチャガンを偶然見出し、その時の応対に感心したチンギス・カンはチャガンを連れて帰って内廷で給仕させることにした。『集史』によるとチャガン・ノヤンがチンギス・カンに連れ出されたのは11歳の時の事で、チンギス・カンはチャガン・ノヤンを子として養育し、「第五子」と呼んだという。
成長したチャガンはコンギラト部出身の女性を娶り、やがてチンギス・カンの征服戦争に参加するようになった。1211年に始まる金朝への侵攻では野狐嶺を守る金軍の偵察をチンギス・カンに命じられ、チャガンは金軍が軽挙妄動する様を見て金軍恐れるに足らずと報告した。そこでチンギス・カンはチャガンを先鋒として進ませ、チャガンは遂に金軍を破った（野狐嶺の戦い）。金朝との戦いにおける功績によって、チャガンは「御帳前首千戸」の指揮を任せられるに至った。
「御帳前首千戸」はペルシア語で「親衛千人隊（hezāre-ye buzurg）」あるいは「チンギス・カン直属の千戸隊（hazāra-yi khāṣṣ-i Chīnkkīz Khān）」と記されており、モンゴル語で「宿営（Kebte’ul、ケブテウル）」と呼ばれる組織に相当する。チンギス・カンがモンゴル帝国の制度を整備する過程でモンゴリアの遊牧民は須くミンガン（Mingγan）が率いる千人から成る隊に所属することとなったが、チンギス・カン自身もまた直属の1千人隊を所有し、これを「1万の親衛隊（ケシクテン）」中の「1千の宿営（ケブテウル）」として位置づけた。宿営は宮殿の夜間警護を主任務としつつ、兵器の配分・裁判といった宮廷の諸事にも携わったため、チンギス・カンの高官であってもチャガンに無闇な要求をすることはなかったという。なお、のちにチャガンが中国方面の軍司令官に転出となった際、親衛千人隊長の地位は同族のイェケ・ネウリンに継承されている。
チンギス・カン最後の遠征となった西夏遠征において、西夏（タングート）出身のチャガンはモンゴル軍の主力として活躍した。チャガン率いるモンゴル軍が粛州を攻略し、甘州に至るとチャガンは自らの父と弟が城を守っていることを知ったため、矢文を放って弟と面会することを求め、同時に降伏を勧める使者を派遣した。しかしモンゴルへの降伏を拒否する阿綽ら36人はチャガンの父・弟及びチャガンの派遣した使者を殺害して徹底抗戦を選び、モンゴル軍は力攻めによって城を攻略した。城を攻略した際、チンギス・カンは城民を尽く穴埋めにしようとしたが、チャガンは民に罪はなく、罪はチャガンの親族・使者を殺した36人に留めるべきであると進言したという。
続いてチャガンは霊州に侵攻して西夏国より派遣された10万の援軍を破り、モンゴル軍は遂に西夏国の首都の興慶を包囲した。しかし興慶の守りは堅かったため、チンギス・カンはチャガンを派遣してモンゴルへの降伏を勧めさせたが、西夏国の降伏を巡る議論が定まらない内にチンギス・カンは死去した。諸将は西夏国主を捕らえて殺し、城民を皆殺しにすべしと論じたが、チャガンは力を尽くしてこれを諫め、西夏国の遺民を助けたという。
オゴデイ・カアンが即位するとチャガンは河南に残存する金朝への遠征に従軍し、これ以後チャガンは華北（ヒタイ）方面に駐屯する軍の指揮官として活躍するようになった。クチュを総司令官とする南宋遠征の際にはまず斥候の役目を果たし、クチュの急死後にはベルグテイ王家のクウン・ブカとともに南宋遠征軍を統轄した。1235年には棗陽及び光化軍を攻略し、一時クウン・ブカがカアンの下に帰った時は南宋方面軍全体を統轄した。1237年には再びクウン・ブカとともに南宋に侵攻し光州を攻略した。1238年には馬歩軍都元帥の称号を授かり、諸軍を率いて天長軍及び滁州・寿州・泗州を攻略した。グユク・カアンが即位すると続けて江淮地方を開拓することを命じられている。
1251年、モンケ・カアンが即位するとチャガンは召見され、金・珠衣・金綺といった下賜品に加え、食邑及び遊牧地を与えられた。モンケの治世の五年目、1255年にチャガンは亡くなり、河南王に追封され、武宣と諡された。チャガンには子供が十人いたが、その中で長男のムカリ（木花里）が後を継いだ。

## タングート部チャガン家
- 曲也怯律
  - 阿波古
    - 亦力撒合（イレグ・サカル）
    - 立智理威
      - 買訥（マイヌ）
        - 達理麻（ダルマ）

      - 韓嘉訥

  - 察罕（チャガン）
    - 木花里（ムカリ）
    - 布兀剌
      - 塔出（タチュ）
        - 宰牙
        - 必宰牙